# 프레더릭 크루스

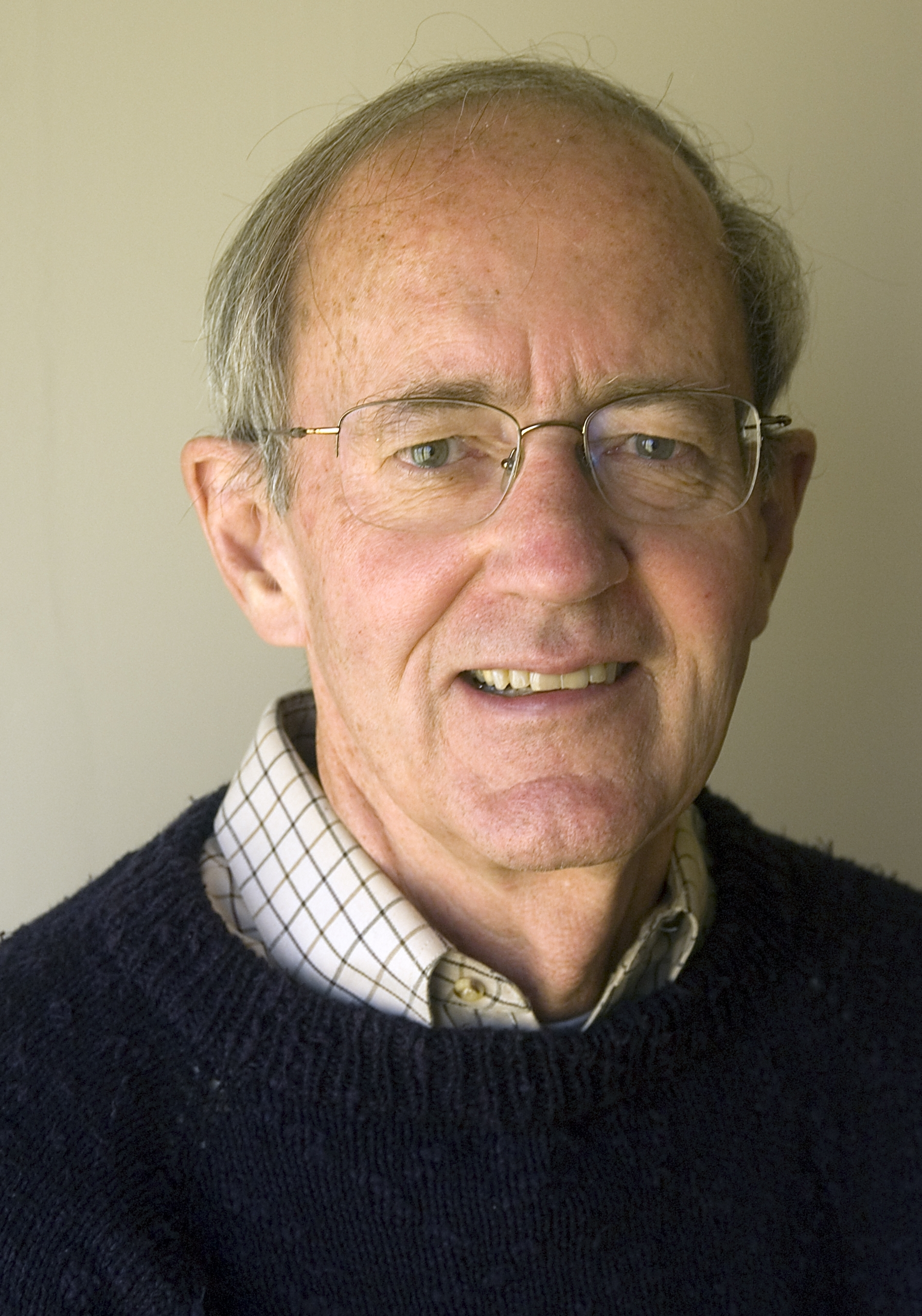
2005년 모습

프레더릭 크루스(Frederick Crews, 본명:  Frederick Campbell Crews, 1933년 2월 20일~2024년 6월 21일)는 미국의 수필가이자 문학 평론가이다.
캘리포니아 대학교 버클리의 영어 명예 교수인 크루스는 The Tragedy of Manners: Moral Drama in the Late Novels of Henry James(1957), E. M. Forster: The Perils of Humanism(1962), 그리고 The Sins of the Fathers: Hawthorne's Psychological Themes (1966), 너새니얼 호손의 작업에 대한 토론을 포함한 수많은 책을 저술했다. 현대 사례집을 패러디한 풍자 에세이집인 The Pooh Perplex(1963)로 대중의 주목을 받았다. 처음에는 정신 분석적 문학 비평의 지지자였던 크루스는 나중에 정신 분석을 거부하고 지그문트 프로이트와 그의 과학적, 윤리적 기준에 대한 비평가가 되었다. 크루스는 1980년대와 1990년대에 정신분석학을 창시한 프로이트의 명성, 학문, 20세기에 미친 영향에 대한 논쟁인 "프로이트 전쟁"에 저명한 참가자였다.
크루스는 프로이트와 회복된 기억 치료를 포함한 다양한 주제에 대한 서평과 뉴욕 리뷰 오브 북스의 논평을 포함하여 다양한 회의적이고 합리주의적인 에세이를 출판했으며 그 중 일부는 더 메모리 워스(The Memory Wars, 1995)에 출판되었다. 크루스는 또한 더 랜덤 하우스 핸드북(The Random House Handbook)과 같은 대학 작가를 위한 성공적인 핸드북을 출판했다.